# Medailové pořadí na Zimních olympijských hrách 2018
Toto je medailové pořadí zemí na Zimních olympijských hrách 2018, které se konaly v jihokorejském Pchjongčchangu od 9. do 25. února 2018. 

## Medailové pořadí zemí
Zimní olympijské hry 2018 zahrnovaly 102 soutěží, čímž se staly prvními zimními hrami, na nichž bylo rozděleno více než 100 sad medailí. Čtyřmi nově zařazenými disciplínami do olympijského programu se staly big air ve snowboardingu, curling smíšených dvojic, závod mužů a žen s hromadným startem v rychlobruslení a soutěž družstev v alpském lyžování.
Kompletní medailovou sadu z jedné soutěže získalo: 
- Nizozemsko v rychlobruslařském závodu žen na 3000 metrů
- Norsko ve skiatlonu mužů
- Německo v severské kombinaci – závodu jednotlivců na velkém můstku + 10 km.

V běhu na lyžích 10 km volně žen byly uděleny dvě bronzové medaile. Dvě nejlepší posádky dvojbobu mužů zajely stejný výsledný čas a v závodě proto byly uděleny dvě zlaté medaile a jedna bronzová. Ve čtyřbobech mužů měly druhá a třetí posádka stejný součet časů a proto byly uděleny dvě stříbrné medaile (a žádný bronz).
Vítězstvím v short tracku vybojovalo Maďarsko svou historicky první zlatou medaili ze zimních her, která pro maďarské zimní olympioniky znamenala vůbec první kov zpod pěti kruhů od ZOH 1980.
| Pořadí                            | Země (NOV)                         | Zlato | Stříbro | Bronz | Celkem |
| --------------------------------- | ---------------------------------- | ----- | ------- | ----- | ------ |
| 1.                                | Norsko (NOR)                       | 14    | 14      | 11    | 39     |
| 2.                                | Německo (GER)                      | 14    | 10      | 7     | 31     |
| 3.                                | Kanada (CAN)                       | 11    | 8       | 10    | 29     |
| 4.                                | Spojené státy americké (USA)       | 9     | 8       | 6     | 23     |
| 5.                                | Nizozemsko (NED)                   | 8     | 6       | 6     | 20     |
| 6.                                | Švédsko (SWE)                      | 7     | 6       | 1     | 14     |
| 7.                                | Jižní Korea (KOR)                  | 5     | 8       | 4     | 17     |
| 8.                                | Švýcarsko (SUI)                    | 5     | 6       | 4     | 15     |
| 9.                                | Francie (FRA)                      | 5     | 4       | 6     | 15     |
| 10.                               | Rakousko (AUT)                     | 5     | 3       | 6     | 14     |
| 11.                               | Japonsko (JPN)                     | 4     | 5       | 4     | 13     |
| 12.                               | Itálie (ITA)                       | 3     | 2       | 5     | 10     |
| 13.                               | Olympijští sportovci z Ruska (OAR) | 2     | 6       | 9     | 17     |
| 14.                               | Česko (CZE)                        | 2     | 2       | 3     | 7      |
| 15.                               | Bělorusko (BLR)                    | 2     | 1       | 0     | 3      |
| 16.                               | Čína (CHN)                         | 1     | 6       | 2     | 9      |
| 17.                               | Slovensko (SVK)                    | 1     | 2       | 0     | 3      |
| 18.                               | Finsko (FIN)                       | 1     | 1       | 4     | 6      |
| 19.                               | Velká Británie (GBR)               | 1     | 0       | 4     | 5      |
| 20.                               | Polsko (POL)                       | 1     | 0       | 1     | 2      |
| 21.                               | Maďarsko (HUN)                     | 1     | 0       | 0     | 1      |
| 21.                               | Ukrajina (UKR)                     | 1     | 0       | 0     | 1      |
| 23.                               | Austrálie (AUS)                    | 0     | 2       | 1     | 3      |
| 24.                               | Slovinsko (SLO)                    | 0     | 1       | 1     | 2      |
| 25.                               | Belgie (BEL)                       | 0     | 1       | 0     | 1      |
| 26.                               | Španělsko (ESP)                    | 0     | 0       | 2     | 2      |
| 26.                               | Nový Zéland (NZL)                  | 0     | 0       | 2     | 2      |
| 28.                               | Kazachstán (KAZ)                   | 0     | 0       | 1     | 1      |
| 28.                               | Lotyšsko (LAT)                     | 0     | 0       | 1     | 1      |
| 28.                               | Lichtenštejnsko (LIE)              | 0     | 0       | 1     | 1      |
| Celkem (30 NOV)                   | Celkem (30 NOV)                    | 103   | 102     | 102   | 307    |
|                                   |                                    |       |         |       |        |
| – pořadatelský stát (Jižní Korea) |                                    |       |         |       |        |